# Jean-Philippe Reverdot
Jean-Philippe Reverdot (3. října 1952 – 9. června 2020) byl francouzský fotograf.

## Životopis
Jean-Philippe Reverdot pořídil své první fotografie v roce 1972. Nejdříve pracoval jako asistent reklamních fotografů a v roce 1975 se stal nezávislým.
„Fotografuje jako spisovatel: každý z jeho obrazů je určen k publikaci, k doplnění prázdné stránky, textu nebo jiného obrazu“.

Jean-Philippe Reverdot zemřel v Paříži 9. června 2020 ve věku 67 let.

## Samostatné výstavy
- 1984 – Galerie Private Office, Bruxelles & Galerie Saint-Nicolas, Auxerre
- 1986 – Galerie Claudine Bréguet (Mois de la Photo), Paříž
- 1989 – Maison des Arts, Évreux
- 1990 – Center Culturel, Vitré
- 1991 – Musée Sainte-Croix, Poitiers & Artothèque, Grenoble a Institut Culturel Français, Athény
- 1992 – Center Culturel Français, Ammán
- 1994 – Center Photographique Nord-Pas-de-Calais, Douchy-les-Mines
- 1996 – Corderie royale – Mezinárodní mezinárodní centrum, Corderie Royale, Rochefort a Galerie Jacques Barbier, Paříž
- 2001 - Bilan provisoire 1983-1999, Maison européenne de la photographie, Paříž[4]

## Portfolia
- 1986 – Zoo, text Bernard Lamarche-Vadel, 10 fotografií vytištěných a podepsaných autorem, limitovaná edice 15 kopií
- 1988 – Nus de femmes, 10 fotografií vytištěných a podepsaných autorem, limitovaná edice 15 číslovaných kopií
- 2000 – Notes sur la reproduction, 17 fotografií vytištěných a podepsaných autorem, limitovaná edice 5 číslovaných kopií
- 2001 – Propositions, 15 fotografií vytištěných a podepsaných autorem, limitovaná edice 5 číslovaných kopií
- 2002 – Placebo, 25 fotografií vytištěných a podepsaných autorem, limitovaná edice 5 číslovaných kopií
- 2003 – Fracture (degré 0), 14 fotografií vytištěných a podepsaných autorem, limitovaná edice 5 číslovaných kopií
- 2004 – Vers le noir, 5 barevných fotografií a 5 černobílých fotografií vytištěných a podepsaných autorem, limitovaná edice na 5 číslovaných kopií

## Filmografie
- Rozhovor s Bernardem Lamarche-Vadelem, produkce: Maison européenne de la photographie (30 min)